# София Милева
София Милева е българска поетеса.

## Биография
София Тодорова Милева е родена през 1991 г. в град Хасково. Завършва българска филология в Университета „Проф. д-р Асен Златаров“, Бургас. Като студентка започва да пише. След дипломирането си работи като учител, а през свободното си време пише поезия.
Първите ѝ публикации са във вестниците „Тийнейджър LOVE“, New’s paper, „Ретро“, „Ардински глас“, „Отвъд кориците“, „Везни“, „Знаци“ и др., а през 2015 г. участва в международния сборник „Обо все понемногу“ (Москва).
През 2014 г. печели второ място в Националния конкурс „Море“ в категория за поезия, а през 2018 г. – второ място в Международния конкурс „Есенни щурци“. През 2019 г. се класира на първото място в общинския конкурс „Усещане за любов“ – Димитровград, както и получава награда на председателя на Общинския съвет в Димитровград в същия конкурс. Същата година получава поощрителна награда в Националния поетичен конкурс „Любовта...“, Специална награда в конкурса „Биньо Иванов“ и грамота за участие в конкурса „Разломени слова“. През 2020 г. получава Специалната награда на издателство „Захарий Стоянов“ на XIV Национален литературен конкурс за поетеси „Дора Габе“. През 2021 г. печели първо място на Националния конкурс за любовна лирика „Горчиво вино“.
Авторка е на стихосбирките „Грехопадение“, „102 минути“ и „Събуди ме, когато“.

## Произведения
- Грехопадение (2019)
- 102 минути (2020)
- Събуди ме, когато (2021)